# Gran Premi de Gran Bretanya del 2001
Resultats del Gran Premi de la Gran Bretanya de Fórmula 1 de la temporada 2001, disputat al circuit de Silverstone el 15 de juliol del 2001.

## Resultats
| Pos | No | Pilot                 | Equip              | Voltes | Temps/ Retirada | Pos. de sortida | Punts |
| --- | -- | --------------------- | ------------------ | ------ | --------------- | --------------- | ----- |
| 1   | 3  | Mika Häkkinen         | McLaren - Mercedes | 60     | 1h 25' 34. 2    | 2               | 10    |
| 2   | 1  | Michael Schumacher    | Ferrari            | 60     | + 33.646 s      | 1               | 6     |
| 3   | 2  | Rubens Barrichello    | Ferrari            | 60     | + 59.281 s      | 6               | 4     |
| 4   | 6  | Juan Pablo Montoya    | Williams - BMW     | 60     | + 1:08.772 min. | 8               | 3     |
| 5   | 17 | Kimi Räikkönen        | Sauber - Petronas  | 59     | + 1 Volta       | 7               | 2     |
| 6   | 16 | Nick Heidfeld         | Sauber - Petronas  | 59     | + 1 Volta       | 9               | 1     |
| 7   | 11 | Heinz-Harald Frentzen | Jordan - Honda     | 59     | + 1 Volta       | 5               |       |
| 8   | 10 | Jacques Villeneuve    | BAR - Honda        | 59     | + 1 Volta       | 12              |       |
| 9   | 18 | Eddie Irvine          | Jaguar - Cosworth  | 59     | + 1 Volta       | 15              |       |
| 10  | 14 | Jos Verstappen        | Arrows - Asiatech  | 58     | + 2 Voltes      | 17              |       |
| 11  | 22 | Jean Alesi            | Prost - Acer       | 58     | + 2 Voltes      | 14              |       |
| 12  | 19 | Pedro de la Rosa      | Jaguar - Cosworth  | 58     | + 2 Voltes      | 13              |       |
| 13  | 7  | Giancarlo Fisichella  | Benetton - Renault | 58     | + 2 Voltes      | 19              |       |
| 14  | 15 | Enrique Bernoldi      | Arrows - Asiatech  | 58     | + 2 Voltes      | 20              |       |
| 15  | 8  | Jenson Button         | Benetton - Renault | 58     | + 2 Voltes      | 18              |       |
| 16  | 21 | Fernando Alonso       | Minardi - European | 57     | + 3 Voltes      | 21              |       |
| Ret | 5  | Ralf Schumacher       | Williams - BMW     | 36     | Motor           | 10              |       |
| Ret | 23 | Luciano Burti         | Prost - Acer       | 6      | Motor           | 16              |       |
| Ret | 4  | David Coulthard       | McLaren - Mercedes | 2      | Suspensions     | 3               |       |
| Ret | 12 | Jarno Trulli          | Jordan - Honda     | 0      | Col·lisió       | 4               |       |
| Ret | 9  | Olivier Panis         | BAR - Honda        | 0      | Col·lisió       | 11              |       |
| DNQ | 20 | Tarso Marques         | Minardi - European | -      | Regla del 107%  |                 |       |

## Altres
- Pole: Michael Schumacher 1' 20. 447

- Volta ràpida: Mika Häkkinen 1' 23. 405 (a la volta 34)